# Семург (хоккейный клуб)
«Сему́рг» (узб. «Semurgʻ» Toshkent xokkey klubi / «Семурғ» Тошкент хоккей клуби) — узбекистанский хоккейный клуб из города Ташкент. Основан в 2017 году. Назван в честь мифической птицы Семург, которая считается царем всех птиц, птицей силы и могущества.
В 2019 году XK «Семург» принимает участие в Чемпионате Узбекистана по хоккею с шайбой, где занимает I место и становится чемпионом Узбекистана по хоккею, обыграв ХК «Бинокор», ХК «Ташкент» и ХК «Хумо».
В хоккейные команды принимаются дети от 5 лет и старше. Тренировки проводятся под контролем профессиональных тренеров Узбекистана и специально приглашенных тренеров из Казахстана и России.
Домашние матчи, тренировки на льду и общую физическую подготовку ХК Semurg проводит на ледовой арене многофункционального ледового комплекса Humo Arena.